# Croix du Born (1773)
Pour l’article homonyme, voir Croix du Born (1739).
La croix du Born est une croix située au Born, en France.

## Localisation
La croix est située sur la place publique de la commune du Born, dans le département français de la Lozère.

## Historique
L'édifice est inscrit au titre des monuments historiques en 1926.